# Jens Skou
Jens Christian Skou (ur. 8 października 1918 w Lemvig, zm. 28 maja 2018 w Risskov) – duński lekarz, chemik i biofizyk. Laureat Nagrody Nobla w dziedzinie chemii w 1997 roku za odkrycie enzymu pompy sodowo-potasowej (Na+, K+ ATP-azy).

## Życiorys
Jens Skou pochodził z zamożnej rodziny mieszkającej w Gminie Lemvig w Jutlandii Środkowej. Jego ojciec, Magnus Martinus Skou, wraz z bratem Peterem zajmowali się handlem drewnem i węglem. W 1930 roku Magnus Skou zachorował na zapalenie płuc i zmarł. Jego firmę przejęła żona Ane-Margrethe Skou, równocześnie opiekując się czwórką dzieci, z których Jens był najstarszy. 
Ponieważ w Lemvig nie było gimnazjum, piętnastoletni Jens Skou wyjechał do Haslev, gdzie przez trzy lata uczęszczał do szkoły średniej. Po jej ukończeniu, w 1937 roku, zdecydował się na podjęcie studiów medycznych na Uniwersytecie Kopenhaskim. Studia trwały siedem lat, były złożone z trzyletniego kursu przedmiotów ogólnych (fizyka, chemia, anatomia, biochemia i fizjologia) oraz czteroletniego obejmującego lekarskie przedmioty zawodowe (patologia, medycyna sądowa, farmakologia, zdrowie publiczne). Skou odbył studia zgodnie z planem i ukończył je w 1944 roku, mimo problemów związanych z wojną i niemiecką okupacją Danii.  
Po studiach rozpoczął staż kliniczny w szpitalu w Hjørring, początkowo na oddziale medycznym, potem na chirurgii. Interesowały go wówczas efekty znieczulenia miejscowego. Został zatrudniony w Szpitalu Ortopedycznym w Aarhus, jednak w 1947 roku zakończył edukację kliniczną i podjął pracę naukową w Instytucie Fizjologii Medycznej na Uniwersytecie w Aarhus, gdzie planował opracować pracę doktorską na temat znieczulających i toksycznych efektów znieczulenia miejscowego. Ze względu na niskie zarobki na uczelni równocześnie pracował jako lekarz (miał jeden nocny dyżur w tygodniu). Ta praca pozwoliła mu uzyskać zgodę na zakup samochodu i posiadanie telefonu, do których dostęp był ograniczony ze względu na powojenny kryzys.  
Prace nad efektami znieczulenia miejscowego skierowało zainteresowanie Jensa Skou na zagadnienia związane z transportem sodu i potasu przez błonę komórkową. Opierał się na pracach Alana Hodgkina i Richarda Keynesa, którzy opisali przepływ sodu i potasu wywołany stymulowaniem neuronów. Po aktywacji neuronu, stężenie sodu znacznie wzrastało, a następnie powracało, gdy jony były odprowadzane przez błonę komórkową. Proces ten, zachodzący przeciwnie do gradientu stężenia sodu, wymagał dodatkowej energii, dostarczanej, jak zakładano, przez Adenozyno-5′-trifosforan (ATP). Skou założył, że za transport jonów odpowiedzialny jest enzym, nazwany przez niego ATP-azą Na+/K+ lub pompą sodowo-potasową, związanego z błoną komórkową.  
Przeszedł na emeryturę w 1988 roku, ale jeszcze przez długi czas pozostał aktywny naukowo, jego ostatni artykuł został opublikowany w Journal of Psychiatric Research w 2015 roku, gdy Skou miał 96 lat. 
W 1997 roku otrzymał Nagrodę Nobla w dziedzinie chemii za odkrycie ATP-azy Na+/K+. Nagrodę razem z nim otrzymali Paul D. Boyer i John Ernest Walker za zbadanie i wyjaśnienie enzymatycznego mechanizmu syntezy adenozynotrifosforanu (ATP). Skou otrzymał 1/2 nagrody, a Boyer i Walker po 1/4.  
Podczas pobytu w Hjørring, poznał Ellen Margrethe Nielsen, która odbywała tam staż pielęgniarski. Po zakończeniu stażu, w 1948 roku, przyjechała do Aarhus, gdzie wyszła za niego za mąż. Mieli trzy córki, pierwsza, urodzona w 1950 roku, zmarła mając półtora roku.  W 1952 urodziła się Hanne, a w 1954 roku Karen.